# Claudia Lommatzsch
Claudia Lommatzsch (1964) is een wielrenner uit Duitsland.
In 1983, op de Duitse kampioenschappen baanwielrennen, werd Lommatzsch derde op het onderdeel achtervolging. Ze werd dat jaar ook tweede op de wereldkampioenschappen sprint, na eerder drie maal derde te zijn geweest.